# Медицинска метеорологија
Медицинска метеорологија или метеоропатологија  мултидисциплинарна дисциплина и део научне области балнеоклиматологије која проучава штетно деловање и настанак болести под деловањем метеоролошких елемената. У њеном раду подједнак допринос дају прогностичари, биометеоролози и лекара.

## Терминологија
Метереопатија - од грчке речи meteoron (небеска појава) и pathos (болест, патња), означава тегобе неуровегетативног карактера које се догађају под одређеним климатским условима. Најчешће се тегобе јављају код промене температуре, притиска, влаге или количине дневног светла. 
Метереопате - су особе подложна метеоропатији, које имају одређене патолошке промене код смене временских прилика. 
Метеоротропне промене - су збивања у организму које настају под утцајем временских прилика.  
Метеоротропизам - је зависност неких болесних стања од одређених метеоролошких елемената и појава, или једном речју – осетљивост на време.
Биотропне ситуације - су ситуације које изазивају  метеоротропне промене у организму.
Медицински метеоролог или метеоропатолог - је стручњак који слично као и патолог, користи информације које су му на располагању да направи предвиђања или прогнозе, у нашем случају, да олакша дијагнозу и лечење пацијента, а као и метеоролог тумачи широк спектар података кроз  различите тестове и представља их на начин клиничара који он/она може да користи за доношење исправних одлука у клиничком лечењу.  Он тиме помаже људима  да разумеју да би требало да се понашају у складу са метеоролошком прогнозом и своје активности и понашање прилагодие очекујућим меторолошким појавама (нпр носе додатни слој одеће, понесу кишобран са собом или потпуно откажу  планове зу одређени дан на отвореном).

## Основне информације
Медицинска метеорологија проучава утицај времена и климе на човеково здравље и осећај здравља, најчешће израженог кроз кратка метеоролошка утицаје (синоптички приказ) или дугорочне сезонске утицаје (климатолошки приказ).
Један од њених задатака је да широкој јавности даје податке о одређеним временским приликама које могу неповољно утицати на болеснике и болести, које се могу јавити у таквим временским условима (алергије, високи крвни притисак, мождани или срчани удари, опекотине коже).  Како тренутнo  медицинска метеорологија прогнозу заснива  првенствено на статистичким метеоротропизмима или на примени „индекса“ изведених из студија направљених у климатским коморама, добијени резултати могу утицати на бројна ограничења у примене ових података, па се долази до закључка да се индекси добијени студијама у климатским коморама морају са великим опрезом примењивати на проблем предвиђања реакција човека на временске прилике. Такође требало би имати у виду да медицинско-метеоролошка прогноза није прецизно формулисана математичка прогноза; већ је то  у стварности вредносни суд.

## Историја
Медицинска метеорологија или хумана биометереологија је прилично стара наука, која датира у време Хипократа, када се у старој Грчкој сматрало да постоји утицај временских промена на физиолошке процесе у људском телу.  И истраживачи климе и историчари науке о клими су климу схватили као стабилну и добро дефинисану категорију. Током 19. и 20. века сам појам климе се значајно променио, нашта је утицао напредак савремене статистике, физике и физиологије током 20. века који је обезбедио квантитативне методе, па се развија и медицинска или људска биометеорологија  као посебно призната природна наука. Ова открића научника ртезултовала су  и различитим дефиницијама и концепата климе, што је подразумевало различита схватања, интересовања и приступе истраживању. 
Разумевање климе се временом померило са ванвременског, просторног концепта крајем 19. века у беспросторни, временски концепт крајем 20. века. Климатолози у 19. и раном 20. веку су климу сматрали скупом атмосферских карактеристика повезаних са одређеним местима или регионима. У том контексту, док је време било подложно променама, клима је углавном остала стабилна.
Од посебног интереса био је утицај климе на људе и животну средину, па је у савременим климатским истраживањима крајем 20. века, концепт климе изгубио своју временску стабилност. Уместо тога, климатске промене су постале кључна карактеристика разумевања климе и фокус истраживачких интересовања. Клима је такође изгубила непосредну везу са одређеним географским местима и постала глобална. Интересовање је сада усмерено и на утицај људских бића на климу.
У првој половини 20. века објашњењни су феномени реакција тела на временске промене што је и био општи циљ ове науке у развоју. 
У другој половини 20. века све већи значај добили су квантитативни описи топлотних размена између људског тела и животне средине помоћу модела енергетског биланса људског тела.
Методе савремене људске биометеорологије све више прихватају и истраживачи у дисциплинама потенцијалне примене, као што су урбанистички или регионални планери или инжењери климатизације. Људска биометеорологија покушава да процени све атмосферске утицаје у целини, укључујући и образац загађења ваздуха.
Ова дисциплина данас све више себе сматра граном науке која је уско повезана са екологијом метеорологијом и еколошком медицином, па је њено интересовање сада усмерено и на утицај људских бића на климу
Са појавом рачунарства у облаку (Cloud computing), рачунарства са повећаном конективношћу коју пружају технологије као што је нпр. 5Г мрежа и напретком у вештачкој интелигенцији, одређени аспекти медицине би у будућности могли све више да личе на савремену метеорологију.

## Биометеоролошка прогноза
Биометеоролошка прогноза је крајњи продукт примене истраживања везаних за медицинску метеорологију и хуману биометеорологију.

## Значај и циљ
Медицинска метеорологија најчеће своја сазнања објављује јавности преко биометеоролошких или здравствених прогноза (упозорења) у новинама и информативним емисијама. те информације могу бити од велике користи за сваког човека, а посебно од користи за особе с хроничним болестима, јер их на време упозорава  на дане који ће за њих бити тежи, јер најчешће код таквих особа организам реагује на саму промену јер још није стигао да се адаптира на нове услове. То је заправо реакција на стрес, па како човек реагује на друге стресне ситуације, слично се дешава и у случају промене времена. У том смислу биометеоролошка упозорења у склопу биопрогнозе времена, садрже опис метеоролошке ситуације и најављују долазак оних временских прилика које могу следећих дана неповољно утицати на људско здравље у форми  реакција на стрес.
Заштита здравља угрожених група
Један од главних циљева биопрогнозе је организација превентивних мера за заштиту здравља угрожених група. Готово сви људи на одређени начин реагују на неповољне временске прилике, ретко ко се добро осећа за време спарине или изразито високих или ниских температура, падавина или јаких удара ветра. Хронични болесници и метеоропате треба редовно да прате биометеоролошку прогнозу и да се понашају у складу са упутствима.
Утицај на психу болесника
Веома је значајан и психички ефекат биометеоролошке прогнозе на болесника. Када болесник чује стручно мишљење да су његови болови и тегобе појачани услед временских прилика, смиреније ће сачекати да неповољни услови прођу и спремно очекивати смањење тегоба.
Планирање активности
Биометеоролошка прогноза служи и да унапреди живот човека како би побољшала његов осећај здравља и расположења. На основу ње је могуће исправно планирати активности наредних пар дана. Планирање активности у складу са временом посебно је важно за одређену групу хроничних болесника, који могу у складу са прогнозом за одређен дан да испланирати важније и теже послове, јер ће им додатни повољан утицај временске ситуације омогућити и лакше и брже обављање тих послова.

## Истраживања
Клинички фактори као што су старија животна доб, повреда, болест, висока телесна тежина и врста болести могу да утичу на коришћење хитних медицинских услуга (ЕМС) од стране неких пацијената током нагле промене временских услова. Такође је откривено је да метеоролошки фактори летње сезоне, јаке кише и високе концентрације О3 и НО2 могу повећати стопу коришћења хитних медицинских услуга од стране пацијената. Краткорочна и дуготрајна изложеност НО2 повезана је са повећаним ризиком од респираторних проблема, код особа са астмом, мале деца и старији одраслих особа које имају повећану осетљивост на његове ефекте.
Додатна анализа подгрупа, показала је да неколико метеоролошких фактора могу бити фактори ризика за коришћење хитних медицинских услуга код одређених пацијената због болести, а не због повреде. Међутим потребна су даља истраживања о меторолошким факторима који утичу на коришћење хитних медицинских услуга како би се побољшао квалитет коришћење хитних медицинских услуга.